# محمود الخاتمي
محمود الخاتمي (بالفارسية: محمود خاتمی) (ولد 4 يناير 1963 في إيران) هو الفيلسوف الإيراني المعاصر ومؤسس طریقة جدیدة في الفلسفة سمیت فلسفة Ontetic"'.

## حياته
ولد ونما محمود الخاتمي في طهران، وأبدى اهتماما مبكرا في العلوم الإنسانية، وحضر حلقة دراسية للدراسات العلوم المتداولة في الجامعات الإسلامية في طهران وقم فی عنفوان شبابه وبلغ درجة الاجتهاد فی العلوم الإسلامیة التي هي أعلى مستوى في التعليم الإسلامي. وفي الوقت نفسه، بدأ أیضا لمواصلة تعليم الفلسفة في جامعة طهران لدرجة البكالوريوس والماجستير في الفلسفة الغربیة والماجستير فی الادیان والعرفان، وأخيرا على درجة الدكتوراه في الفلسفة الغربیة من جامعة طهران. بعد ذلك، سافر الی إنكلترا فدرس هنالک حتی حصل على درجة الدكتوراه الثانية، دامت اقامته هنالک لتکمیل دراساته العلیا. ثم عاد الخاتمي إلى إيران، وكان تعيينه في هيئة التدريس في قسم الفلسفة جامعة طهران في عام 1997 حيث هو الآن أستاذ (Professor) في الفلسفة المعاصرة. في عام 2002، تم تعيينه زميل الأكاديمية الإيرانية للفنون.

## فلسفته
علی أساس مشرب فنومنولوجی الحدیث من جهة، والفلسفة الإسلامیة الوجودیة بروایة السهروردی وملاصدر الشیرازی من جهة اخری، وضع الخاتمي تأسیس منحصرا لنفسه فی الفلسفة مشهور ب«اونتتیک» وعلی نهجه المميز، رفض سوبجكتيفيسم والنسبية، وركز على دراسة طبيعة الوجود والنور علی ما کان علیه حکماء الفرس الأوائل والمسلمون. القلق الرئيسي فی هذه الفلسفة هوالإنسانية ونِسَب الإنسان.

### مؤلفاته
قد بلغت مؤالفات الخاتمي حتی الآن اکثر من مائة؛ نذکر مجموعة منها هنا:

#### بالفارسیة
1. جهان در اندیشه هیدگر، مؤسسه اندیشه إسلامی ط1379-1،ط2- 1384

1. پدیدارشناسی دین، سازمان انتشارات 1382

1. درآمدی به فلسفة ذهن، جهاددانشگاهی دانشگاه تهران 1382

1. زیبایی شناسی از منظر پدیدار شناسی، فرهنگستان هنر (1383)

گفتارهایی در پدیدارشناسی هنر فرهنگستان هنر 1387
روانشناسی فلسفی انتشارات علم 1387
فلسفة ذهن انتشارات علم 1387
مدخل فلسفة غربی معاصر انتشارات علم1386
اندیشه‌های صدرایی انتشارات علم 1386
جستارهای صدرایی انتشارات علم 1386
ذهن آگاهی وخود انتشارات علم 1386
زمینه مدرنیته انتشارات علم 1387
پیشدرامد فلسفة ای برای هنر ایرانی فرهنگستان هنر

#### بالإنجليزية
From a Sadraean Point of View: Towards an Elimination of the Subjectivistic self, London Academy of Iranian Studies, London 2004
Sadraean Meditations: Toward a Transcendent Philosophy of Mind, Lekton 2003
Collected works in English Published By Dr. Muller House:
Metaphysics of Man: Outline of a Philosophy, Muller House, 2010
Psychosomatology: Cognition and Conatiomn, Muller House, 2010
From Consciousness to conscience, Muler House, 2010
The Ontetic Self, Muler House, 2010
Transcendental Subjectivity:A Reflection, Muller House, 2010
Morality, Muller House, 2010
Epistemology, Muller House, 2010

## وصلات خارجية
- Faculty of Human sciences, University of Tehran
- Mahmoud Khatami, Brief Bio نسخة محفوظة 19 يوليو 2011 على موقع واي باك مشين.
- mahmoud Khatami
- Mahmoud Khatami
- Search Mahmoud Khatami in Farsi pages

## انظر ایضا
- فلسفة إسلامية